# Friedrich Thoma

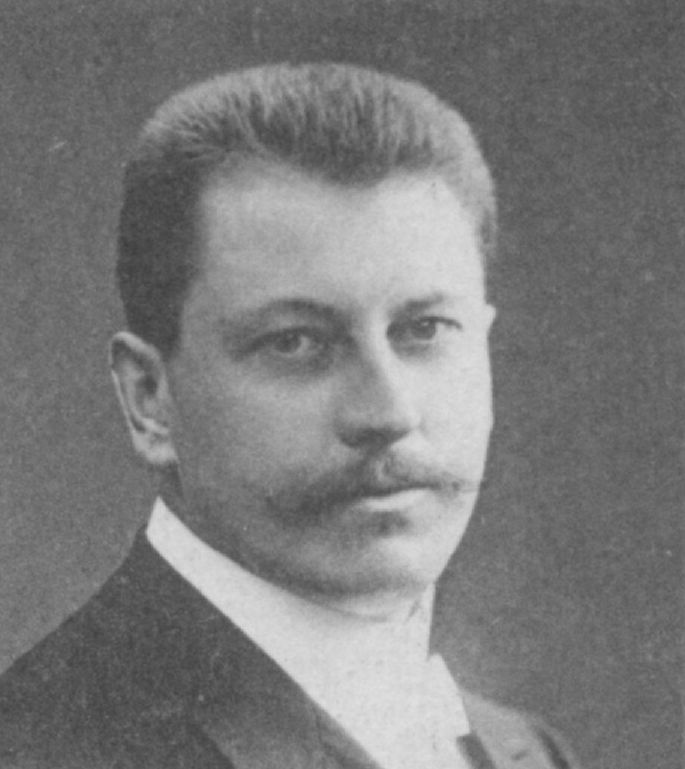
Friedrich Thoma als Reichstagsabgeordneter 1912

Friedrich Thoma (* 28. April 1873 in Göggingen; † nach 1934) war Jurist und Mitglied des Deutschen Reichstags.

## Leben
Thoma besuchte das humanistische Gymnasium St. Stephan in Augsburg, studierte Rechtswissenschaften und Nationalökonomie auf den Universitäten München, Erlangen und Heidelberg. 1898 absolvierte er das Universitätsexamen, 1901 wurde er Dr. jur., 1902 bestand er den Staatskonkurs (Assessorexamen) und wurde dann Rechtsanwalt in Augsburg. Er diente als Einjährig-Freiwilliger im Königlich Bayerischen 3. Infanterie-Regiment Prinz Karl von Bayern (Garnison Augsburg) und war dann Oberleutnant der Landwehrinfanterie I. Aufgebots. 
Von 1901 bis 1906 war er Hilfslehrer für Sozialgesetzgebung und Polizeirecht an der mechanisch-technischen Abteilung der vormaligen Königlichen Industrieschule in Augsburg. Zwischen 1894 und 1906 war er in der stenographischen Bewegung tätig (Anhänger der Steno-Tachygraphie), Herausgeber der Süddeutschen Blätter für Steno-Tachygraphie und Verfasser eines Leitfadens zur Erlernung der Steno-Tachygraphie. Politisch und publizistisch war er tätig seit 1900. Ausgezeichnet wurde er mit der Bayerischen Jubiläumsmedaille und der Landwehrdienstauszeichnung II. Klasse.
Von 1907 bis 1918 war er Mitglied der bayerischen Kammer der Abgeordneten und ab März 1911 bis 1918 war er Mitglied des Deutschen Reichstags für den Wahlkreis Schwaben 6 (Immenstadt, Sonthofen, Kempten, Lindau) und die Nationalliberale Partei.
1919 siedelte er nach Charlottenburg über. 1925 war er Aufsichtsrat der Actien-Gesellschaft Weser.